# Zoe Naylor
Zoe Naylor (ur. 4 lipca 1977 w Sydney) – australijska aktorka, producentka, dziennikarka i modelka. Znana z roli Regan w serialu Córki McLeoda.

## Życiorys
Ojciec Zoe, Richard Naylor jest weterynarzem, a matka Nerloi uczy historii i języka angielskiego. W 2002 roku ukończyła liceum. Później uczyła się na Uniwersytecie w Queensland na wydziale Technologii. Uczęszczała również do szkoły aktorskiej i ukończyła studia dziennikarskie. Naylor udziela się również charytatywnie w Szpitalu Księcia Walii. Ma 175 cm wzrostu.

## Życie prywatne
Zoe ma dwójkę rodzeństwa. Jej mężem od 12 maja 2007 roku był James Trude. Ich związek zakończył się rozwodem, a Zoe zaczęła się spotykać ze swoim kolegą z planu Córek McLeoda Aaronem Jefferym, z którym ma córkę Sophię Jade.

## Filmy
- 2014: Locks of love jako lady Claire
- 2011: Robotropolis jako Christiane Nouveau
- 2010: Rafa  jako Kate
- 2006: Księga objawienia jako Astrid
- 2005: On the lurk
- 2003: Wieczne zło jako Abby
- 2000: Wirtualny koszmar

## Seriale
- 2006: Orange Roughies jako Jane Durant
- 2005-2009: Córki McLeoda jako Regan McLeod